# You Make the Rain Fall
You Make the Rain Fall is een nummer van de Amerikaanse zanger Kevin Rudolf. In het nummer is ook rapper Flo Rida te horen. Het nummer is afkomstig van Rudolfs tweede album To the Sky en is geschreven door Rudolf en Flo Rida zelf. Het nummer belandde alleen in Canada in een toplijst, waar het plaats 59 bereikte.

## Tracklist

### Single
1. You Make the Rain Fall (ft. Flo Rida) — 2:54